# Педро Алварес Кабрал
Педро Алварес Кабрал (порт. Pedro Álvares Cabral; око 1467 — 1520) је био португалски племић, војни заповедник, истраживач и поморац, који је 22. априла 1500. године био први Европљанин који је открио Бразил. Године 1500, Кабрал је спровео прво знатно истраживање североисточне обале Јужне Америке и прогласио је португалском. Док детаљи Кабраловог раног живота нису детаљно познати, зна се да је потицао из мање племићке породица и да је имао добро образовање. Он је именован за предводника експедиције за Индију 1500. године, након Васко да Гамине новоотворене руте око Африке. Циљ је био да се врате са вредним зачинима и да успоставе трговинске односе у Индији - заобилазећи монопол на трговину зачинима, који је у то време био у рукама арапских, турских и италијанских трговаца. Иако је претходна експедиција Васка да Гаме у Индију, на њеној морској рути, забележила знакове земље западно од јужног Атлантског океана (1497), Кабрал је предводио прву познату експедицију која је додирнула четири континента: Европу, Африку, Америку, и Азију.

## Откриће Бразила
Рођен је у Белмонтеу у Португалу, као трећи син Фернана Кабрала, гувернера једне провинције у Португалу. Мајка му је припадала потомцима првог португалског краља.
Португалски краљ Мануел I сматрао је да Педро треба да настави рад Васка да Гаме, па му је дао задатак да дође до Индије и успостави сталне трговачке односе. Добио је и задатак да покрсти становништво на било који начин, па и кориштењем силе. Пошто су се надали успостави трговачких односа, трговци из Фиренце су као свој допринос експедицији опремили бродове. Експедицији су се прикључили и свештеници. Експедиција се састојала од 13 бродова и 1500 људи. Међу капетанима бродова били су Бартоломео Дијас, Перо Ваз де Камиња, Санчо де Товар и Николау Коељо. Васко да Гама је дао потребне упуте за ту експедицију.
Флота је испловила 9. марта 1500. из Лисабона. До Зеленортских острва је пловио уз афричку обалу. Након Зеленортских острва дошло је до олује. Један од капетана флоте је био присиљен да се са својим бродом врати у Лисабон. Кабрал је одлучио да избегне олују у Гвинејском заливу, па је настојао да плови у југозападном смеру. Дошли су 22. априла 1500. до Бразила. Кабрал се искрцао 23. априла. Целу флоту су усидрили у луци Порто Сегуро. Кабрал је закључио да новооткривена земља лежи источно од линије из Тордесиљаса, по којој је папа поделио свет на шпански и португалски. Мислио је да је то неко острво, па је новој земљи дао име Острво правог крста. Острво је прогласио португалским поседом. Одмах је послао један брод са капетаном Гаспаром ди Лемосом у Португал да јави ту важну вест.

### Главни командант флоте
Дана 15. фебруара 1500, Кабрал је именован за Capitão-mor (дословно мајор-капетан, или главног команданта) флоте која је пловила за Индију. Тада је био обичај да португалска круна поставља племиће у поморске и војне команде, без обзира на искуство или стручну компетенцију. То је био случај са капетанима бродова под Кабраловом командом — већина су били племићи попут њега. Ова пракса је имала очигледна ограничења, пошто је ауторитет могао бити дат веома неспособним и неподобним људима као што је могао да падне на талентоване вође као што су Афонсо де Албукерки или Дом Жоао де Кастро.
Оскудни детаљи су сачувани о критеријумима које је португалска влада користила при избору Кабрала за шефа индијске експедиције. У краљевском указу којим се он именује главнокомандујућим једини разлози су „заслуге и служба“. Ништа се више не зна о овим квалификацијама. Историчар Вилијам Гринли је тврдио да га је краљ Мануел I „несумњиво добро познавао на двору“. То, уз „углед породице Кабрал, њихову неупитну лојалност Круни, Кабралов лични изглед и способност коју је показао на двору и у савету, су били важни фактори“. У његову корист је могао ићи и утицај двојице његове браће који су седели у Краљевском савету. С обзиром на политичке интриге присутне на двору, Кабрал је можда био део фракције која је допринела његовом именовању. Историчар Малин Њуит се слаже са неком врстом скривеног маневрисања, и изјавио је да је избор Кабрала „био намерни покушај да се уравнотеже интереси ривалских фракција племићких породица, јер изгледа да није имао другог квалитета за препоруку и да није познато да је имао искуство у командовању великим експедицијама.“
Кабрал је постао војни начелник, док су далеко искуснији навигатори упућени у експедицију да му помогну у поморским питањима. Најважнији од њих су били Бартоломеу Дијас, Диого Дијас и Никола Коељо. Они су, заједно са осталим капетанима, командовали са 13 бродова и 1500 људи. Од овог контингента, 700 су били војници, иако су већина били обични људи који нису имали никакву обуку или претходно искуство у борби.
Флота је имала две дивизије. Прва дивизија је била састављена од девет бродова (карака) и две заобљене каравеле, а упутила се ка Каликуту у Индији са циљем успостављања трговинских односа и постаје. Друга дивизија, састављена од једног брода и једне округле каравеле, испловила је за луку Софала у данашњем Мозамбику. У замену за вођење флоте, Кабрал је имао право на 10.000 крузадоса (стара португалска валута која одговара приближно 35 kg злата) и право да о свом трошку купи 30 тона (33 кратких тона; 30 дугих тона) бибера за траспорт назад у Европу. Бибер се тада могао препровати, без пореза португалској круни. Такође му је дозвољено да увезе 10 кутија било које друге врсте зачина, без царине. Иако је путовање било изузетно опасно, Кабрал је имао изгледе да постане веома богат човек ако се безбедно врати у Португал са тим теретом. Зачини су тада били ретки у Европи и веома тражени.
Ранија флота је била прва која је стигла до Индије обилазећи Африку. Ту експедицију је предводио Васко да Гама, и вратила се у Португалију 1499. године. Португалија је деценијама тражила алтернативни пут ка истоку, како би заобишла Средоземно море које је било под контролом италијанских поморских република и Отоманског царства. Португалски експанзионизам је првобитно покретало налажење пута ка Индији, а касније и светској колонизацији. Жеља за ширењем католичког хришћанства на паганске земље била је још један фактор који је мотивисао истраживање. Постојала је и дуга традиција потискивања муслимана, која је проистекла из борбе Португалије за државност против Мавара. Борба се прво проширила на северну Африку и на крају на Индијски потконтинент. Додатна амбиција која је подстакла истраживаче била је потрага за митским свештеником Јованом — моћним хришћанским краљем са којим би се могао склопити савез против ислама. Коначно, португалска круна је тражила учешће у уносној западноафричкој трговини робовима и златом, као и индијској трговини зачинима.

### Одлазак и долазак у нову земљу
Флота под командом 32-годишњег Кабрала кренула је из Лисабона 9. марта 1500. у подне. Претходног дана одржан је јавни испраћај који је укључивао мису и прославе којима су присуствовали краљ, његов двор и огромна маса народа. Ујутро 14. марта, флотила је прошла Гран Канарију, на Канарским острвима. Пловили су даље до Зеленортских острва, португалске колоније која се налази на западноафричкој обали, до које су дошли 22. марта. Следећег дана, нау којим је командовао Васко де Атаиђе са 150 људи је нетрагом нестао. Флота је прешла Екватор 9. априла и отпловила на запад што је даље могуће од афричког континента у навигационој техници која је била позната као volta do mar (дословно „окрет мора“). Морске алге су примећене 21. априла, због чега су морнари веровали да се приближавају обали. То се показало тачним следећег поподнева, у среду 22. априла 1500. године, када се флота усидрила у близини онога што је Кабрал крстио планинуе Паскоал („Ускршња планина“, то је била недеља Ускрса). Место се налази на североисточној обали данашњег Бразила.
Португалци су открили становнике на обали, а капетани свих бродова окупили су се на главном Кабраловом броду 23. априла. Кабрал је наредио Николау Коељу, капетану који је имао искуства са Васко да Гаминог путовања у Индију, да изађе на обалу и успостави контакт. Он је крочио на копно и разменио поклоне са староседеоцима. Након што се Коељо вратио, Кабрал је повео флоту на север, где се након путовања од 65 km (40 mi) дуж обале усидрио 24. априла у ономе што је главнокомандујући назвао Порто Сегуро (Безбедна лука). То место је било природна лука, а Афонсо Лопес (пилот водећег брода) довео је два домородца да се посаветују са Кабралом.
Као и у првом контакту, састанак је био пријатељски и Кабрал је мештанима уручио поклоне. Становници су били ловци-сакупљачи каменог доба, којима су Европљани доделили колективну ознаку „Индијанци”. Мушкарци су скупљали храну вребањем дивљачи, пецањем и тражењем хране, док су се жене бавиле земљорадњом малих размера. Били су подељени на безбројна супарничка племена. Племе које је Кабрал упознао било је Тупиниквим. Неке од ових група биле су номадске, а друге седентарне - имале су знање о ватри, али не и о обради метала. Неколико племена практиковало је канибализам. Дана 26. априла, како се појављивало све више и више радозналих и пријатељских домородаца, Кабрал је наредио својим људима да изграде олтар у унутрашњости, где се одржавала хришћанска миса — прва која се славила на тлу онога што ће касније постати Бразил. Он је, заједно са посадама бродова, учествовао.
Следеће дане су провели у обнављању залиха воде, хране, дрвета и других потребштина. Португалци су такође изградили масиван — вероватно 7 m (23 ft) дуг дрвени крст. Кабрал је утврдио да се нова земља налази источно од линије разграничења између Португала и Шпаније која је наведена у Уговору из Тордесиљаса. Територија је тако била унутар сфере додељене Португалу. Да би се прославило право Португала на земљу, подигнут је дрвени крст и друга верска служба је одржана 1. маја. У част крста, Кабрал је новооткривену земљу назвао Иља де Вера Круз (Острво правог крста). Следећег дана брод за снабдевање под командом Гаспара де Лемоса или Андреа Гонсалвеса (извори се сукобљавају око тога ко је послат) вратио се у Португалију да обавести краља о открићу.

## Наставак путовања до Индије
Кабрал је наставио путовање 3. маја 1500, да би остварио циљ мисије, да се дође до Индије. При крају маја приближавали су се Рту добре наде, где их је снашло велико невреме. Изгубили су 29. маја 1500. четири брода укључујући и онај на коме је био Бартоломео Дијас. Кабрал је имао упола мању флоту од оне која је испловила из Лисабона. Дошао је 15. јула до Софале у Мозамбику и 20. јула до Мозамбика. У Мозамбику је био лепо дочекан. Упловио је у Килву 26. јула, али ту се није могао нагодити са локалним владарем. Срдачно је дочекан 2. августа у Малинди у Кенији. Ту је нашао и познаваоца мора, који ће му показати пут до Индије. Брод којим је командовао Дијего Дијас одвојио се у невремену и открио ново острво Мадагаскар. Кабрал је наставио према Индији да би трговао са бибером и другим зачинима.
Стигао је у Каликуту (Кожикоде) 13. септембра 1500. По договору са муслиманским владарем успоставио је трговачку постају у Каликуту. Међутим, избио је сукоб са арапским трговцима, јер су они до тада имали монопол на трговину са Индијом. Муслимани су упали у Кабралову постају и побили много Португалаца. Кабрал је за одмазду са бродова два дана пуцао на град и заробио неколико муслиманских мањих бродова са посадама.
У Кочину и Кануру јужно од Каликута закључио је уносне споразуме. Раџа од Кочина га је лепо примио и прихватио, да се ту успоставе португалске трговачке постаје и да се започне трговина са Португалом. Кабрал је 16. јануара 1501. кренуо натраг у Португал. У Португал је стигао 23. јуна 1501. са само 4 брода од 13, колико их је кренуло на пут.
Његов лик се налази на бразилским кованицама од 1 сентава.